# Caserne Chanzy
La  caserne des pompiers Chanzy  était située 18  rue Tronson-du-Coudray dans le Centre-ville à Reims est historiquement la première caserne de  Reims.

## Présentation
La caserne des pompiers Chanzy a été construite par l’architecte rémois François Maille au centre ville de Reims dans le style Art Déco. Elle faisait partie des grands bâtiments publics structurant, à construire, dans le cadre du plan de reconstruction de Reims.

## Historique
Avant 1926, il n’y avait pas de caserne à proprement parler dans la ville de Reims.
Pendant la grande guerre, Reims reçoit les renforts des pompiers de Paris.
En 1920, le poste incendie est installé dans les baraquements provisoires installés dans les promenades.
La première caserne des pompiers de la ville de Reims du centre ville, dite caserne Chanzy de l’architecte rémois François Maille, est inaugurée en 1926 au pied du parvis de la Cathédrale Notre-Dame de Reims. 
Elle répondait au critère de l’architectural Art Déco qui marque la reconstruction de Reims dans les années 1920.
En 1993, les pompiers du centre ville de Reims déménagent vers la nouvelle caserne de Reims-Marchandeau.
Le bâtiment de la caserne Chanzy reste à l’abandon jusqu’à sa reprise par le groupe d’hôtellerie Marriott qui la transforme et ouvre en 2019 un hôtel cinq étoiles.

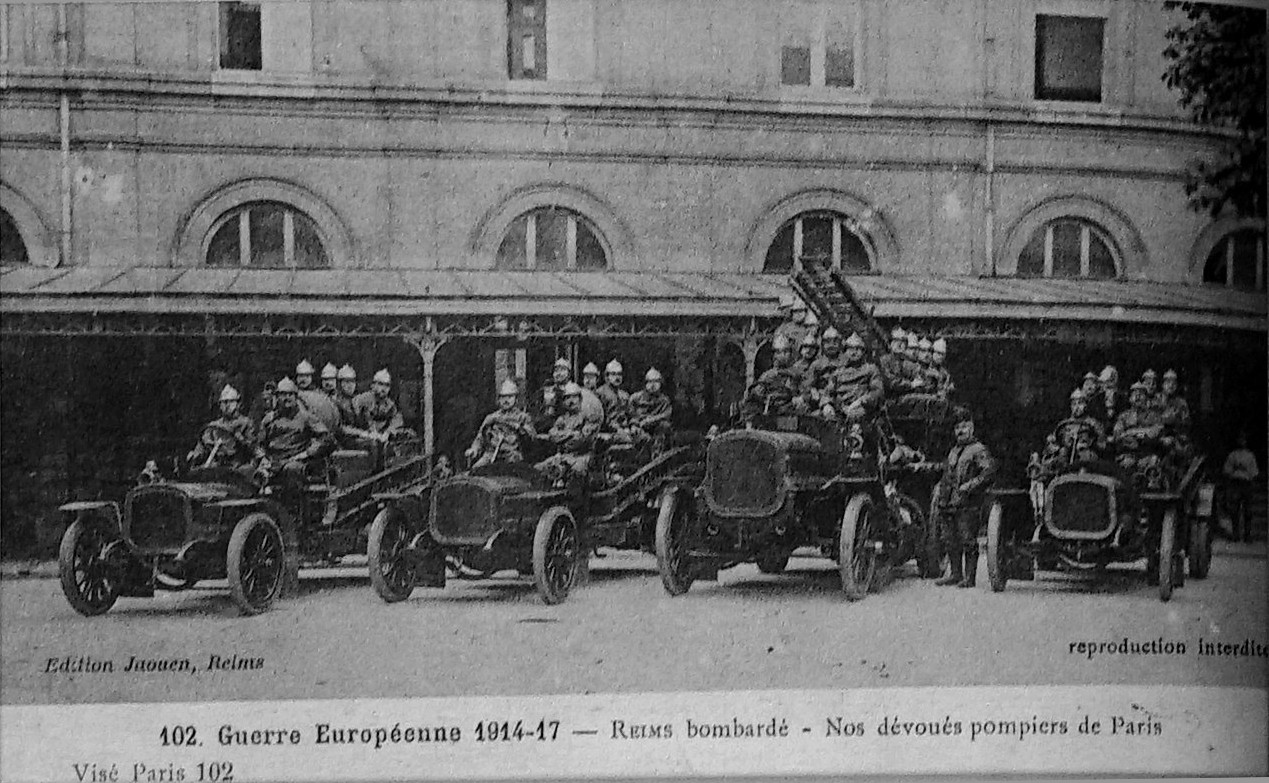
Les pompiers de Paris détachée à Reims sont casernés au lycée Libergier.

## Description de la caserne Chanzy
La caserne se compose de 3 ailes bâties sur 4 niveaux formant une cour intérieure.
Dans cette cour est implantée la tour de séchage des tuyaux qui dépasse les 3 bâtiments en hauteur et ressemble à un campanile italien avec une flèche en béton à 4 pans inclinés.
Les façades sur la rue Chanzy et sur la rue Tronson-du-Coudray sont en pierre de taille.
Avant remaniement pour la transformation en hôtel, les véhicules sortaient par des grandes portes existantes en rez-de-chaussée sur la rue Tronson-du-Coudray.

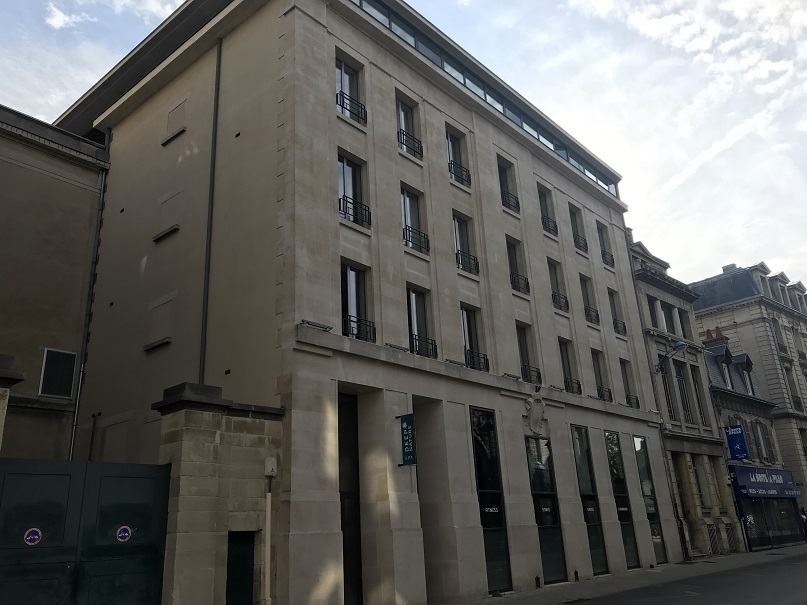
Caserne Chanzy Rue Chanzy
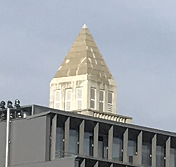
Sommet tour de séchage
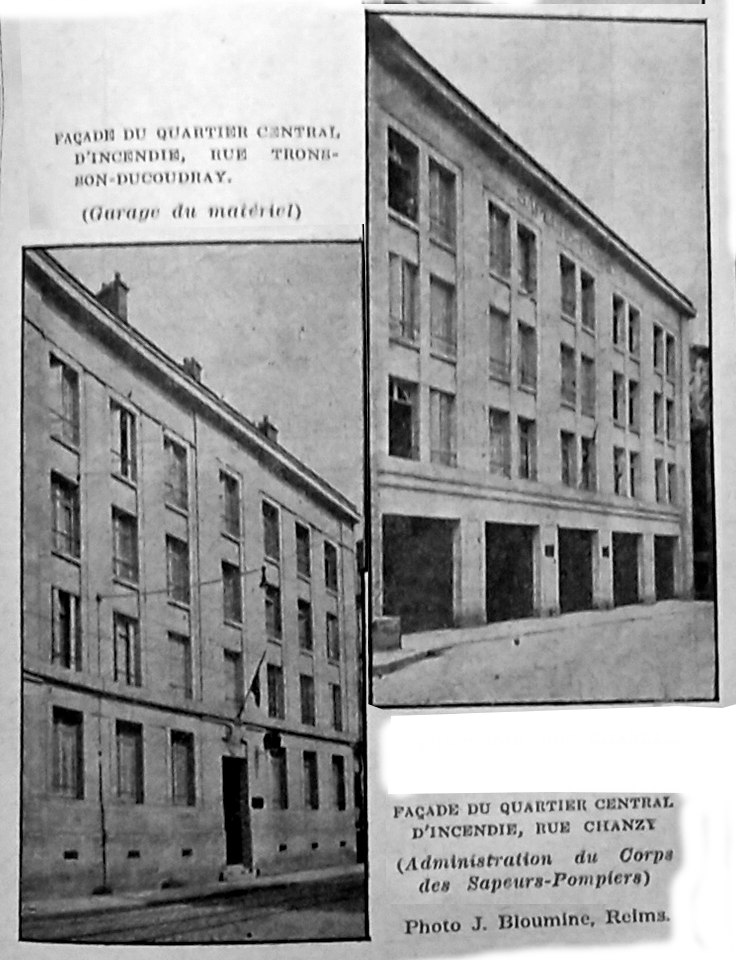
Caserne Chanzy